# Kováts Mátyás (tanár)
Kováts Mátyás (Enyicke, 1759. február 24. – Eger, 1808.) apátkanonok.

## Élete
Az egri egyházmegyében vétette föl magát papnak; miután fölszentelték, rövid ideig segédlelkész volt Miskolcon és 1783-ban Almásy Mihályhoz ment udvari papnak. Később történelmet tanított az egri líceumban; innen néhány év múlva Szenterzsébetre ment plébánosnak és esperesnek. Itt nagy betegségbe esett és hogy magát könnyebben gyógyíttathassa, lemondott javadalmáról. Meggyógyulván Szatmáron nyert tanári alkalmazást. Mint az egri papnevelő intézet kormányzója és székesegyházi apátkanonok halt meg 1808-ban.

## Műve
- Oratio honori et meritis Francisci Miklóssy ... e sui consecratione reducis dicata. Agriae, 1801.